# کوملودتوتفالو
کوملودتوت‌فالو (به مجاری:  Komlódtótfalu) یک منطقهٔ مسکونی در مجارستان است که در ناحیه چنگر واقع شده‌است. کوملودتوت‌فالو ۶٫۹۷ کیلومتر مربع مساحت و ۱۲۱ نفر جمعیت دارد.